# Bégaar
Bégaar är en kommun i departementet Landes i regionen Nouvelle-Aquitaine i sydvästra Frankrike. Kommunen ligger i kantonen Tartas-Ouest som tillhör arrondissementet Dax. År 2022 hade Bégaar 1 233 invånare.

## Befolkningsutveckling
Antalet invånare i kommunen Bégaar
Referens:INSEE